# Monett (Misuri)
Monett es una ciudad ubicada en el condado de Barry en el estado estadounidense de Misuri. En el Censo de 2010 tenía una población de 8873 habitantes y una densidad poblacional de 405,24 personas por km².

## Geografía
Monett se encuentra ubicada en las coordenadas 36°55′18″N 93°55′33″O / 36.92167, -93.92583. Según la Oficina del Censo de los Estados Unidos, Monett tiene una superficie total de 21.9 km², de la cual 21.84 km² corresponden a tierra firme y (0.26%) 0.06 km² es agua.

## Demografía
Según el censo de 2010, había 8873 personas residiendo en Monett. La densidad de población era de 405,24 hab./km². De los 8873 habitantes, Monett estaba compuesto por el 86.84% blancos, el 0.77% eran afroamericanos, el 0.87% eran amerindios, el 0.98% eran asiáticos, el 0.1% eran isleños del Pacífico, el 8.5% eran de otras razas y el 1.95% pertenecían a dos o más razas. Del total de la población el 19% eran hispanos o latinos de cualquier raza.